# Quicksand (série télévisée)
Pour les articles homonymes, voir Quicksand.
Quicksand ou Quicksand : Rien de plus grand au Québec (Störst av allt) est une série télévisée dramatique suédoise en six épisodes d'environ 46 minutes basée sur le roman Rien de plus grand de Malin Persson Giolito,. La première saison, produite par Netflix, sort sur la plateforme de vidéo à la demande le 5 avril 2019,.

## Synopsis
Après une fusillade survenue dans un lycée de la banlieue huppée de Stockholm, Maja Norberg, 18 ans, est emmenée au commissariat où elle apprend qu'elle est accusée de meurtre.
La série relate l'avancée du procès de Maja avec l'aide de son avocat, ainsi que de nombreux flashbacks montrant comment elle a rencontré Sebastian, son copain, et le développement de leur relation qui devient vite sombre et toxique.

## Distribution
- Hanna Ardéhn (VF : Sandra Valentin) : Maja Norberg
- Felix Sandman : Sebastian « Sibbe » Fagerman
- William Spetz (sv) (VF : Julien Allouf) : Samir Said
- Ella Rappich (sv) (VF : Anne-Charlotte Piau) : Amanda Steen
- David Dencik (VF : Yann Guillemot) : Peder Sander
- Reuben Sallmander (sv) (VF : Constantin Pappas) : Claes Fagerman
- Maria Sundbom (VF : Emmanuèle Bondeville) : Lena Pärsson
- Rebecka Hemse (sv) (VF : Laëtitia Lefebvre) : Jeanette Nilsson
- Arvid Sand (sv) (VF : Alexis Gilot) : Lars-Gabriel « Labbe » Sager-Crona
- Helena af Sandeberg (VF : Agathe Cemin) : Mimmi Steen
- Anna Björk (sv) (VF : Brigitte Berges) : Camilla Norberg

 Source et légende : version française (VF) sur RS Doublage

## Épisodes
1. Maja (Maja)
2. La Détention (Förhöret)
3. L'Enterrement (Begravningen)
4. La Reconstitution (Rekonstruktionen)
5. Le Procès (Rättegången)
6. Les Témoins (Vittnena)